# Georgetown (Colorado)
Georgetown település az Amerikai Egyesült Államok Colorado államában, Clear Creek megyében, melynek megyeszékhelye is. Lakosainak száma 1118 fő (2020. április 1.).

## Népesség
A település népességének változása:

| 2010 | 1 034 |
| 2020 | 1 118 |